# Grand Prix Formule 1 van de Verenigde Staten West 1977
De Grand Prix Formule 1 van de Verenigde Staten West 1977 werd gehouden op 3 april 1977 in Long Beach.

## Uitslag
| Positie | Nr | Rijder             | Team               | Ronden | Tijd/Opgave         | Startplaats | Punten |
| ------- | -- | ------------------ | ------------------ | ------ | ------------------- | ----------- | ------ |
| 1       | 5  | Mario Andretti     | Lotus-Ford         | 80     | 1:51:35.470         | 2           | 9      |
| 2       | 11 | Niki Lauda         | Ferrari            | 80     | 0.773 s             | 1           | 6      |
| 3       | 20 | Jody Scheckter     | Wolf-Ford          | 80     | + 4.857 s           | 3           | 4      |
| 4       | 4  | Patrick Depailler  | Tyrrell-Ford       | 80     | + 1:14.487          | 12          | 3      |
| 5       | 28 | Emerson Fittipaldi | Fittipaldi-Ford    | 80     | + 1:20.908          | 7           | 2      |
| 6       | 34 | Jean-Pierre Jarier | Penske-Ford        | 79     | + 1 Ronde           | 9           | 1      |
| 7       | 1  | James Hunt         | McLaren-Ford       | 79     | + 1 Ronde           | 8           |        |
| 8       | 6  | Gunnar Nilsson     | Lotus-Ford         | 79     | + 1 Ronde           | 16          |        |
| 9       | 26 | Jacques Laffite    | Ligier-Matra       | 78     | Elektrisch probleem | 5           |        |
| 10      | 10 | Brian Henton       | March-Ford         | 77     | + 3 Ronden          | 18          |        |
| 11      | 18 | Hans Binder        | Surtees-Ford       | 77     | + 3 Ronden          | 19          |        |
| NF      | 3  | Ronnie Peterson    | Tyrrell-Ford       | 62     | Benzinesysteem      | 10          |        |
| NF      | 22 | Clay Regazzoni     | Ensign-Ford        | 57     | Versnellingsbak     | 13          |        |
| NF      | 8  | Hans Joachim Stuck | Brabham-Alfa Romeo | 53     | Remmen              | 17          |        |
| NF      | 17 | Alan Jones         | Shadow-Ford        | 40     | Versnellingsbak     | 14          |        |
| NF      | 2  | Jochen Mass        | McLaren-Ford       | 39     | Handling            | 15          |        |
| DQ      | 7  | John Watson        | Brabham-Alfa Romeo | 33     |                     | 6           |        |
| NF      | 16 | Renzo Zorzi        | Shadow-Ford        | 27     | Versnellingsbak     | 20          |        |
| NF      | 9  | Alex Ribeiro       | March-Ford         | 15     | Versnellingsbak     | 22          |        |
| NF      | 12 | Carlos Reutemann   | Ferrari            | 5      | Ongeluk             | 4           |        |
| NF      | 30 | Brett Lunger       | March-Ford         | 4      | Ongeluk             | 21          |        |
| NF      | 19 | Vittorio Brambilla | Surtees-Ford       | 0      | Ongeluk             | 11          |        |

## Statistieken
| Pole-position | Niki Lauda | Ferrari | 1:21.630 |
| Snelste ronde | Niki Lauda | Ferrari | 1:21.65  |

## Noot
- Dit was de tiende snelste ronde en de vijfentwintigste podiumplaats voor Niki Lauda.

Grand Prix Formule 1 van de Verenigde Staten: 1908 · 1910 · 1911 · 1912 · 1914 · 1915 · 1916 · 1959 · 1960 · 1961 · 1962 · 1963 · 1964 · 1965 · 1966 · 1967 · 1968 · 1969 · 1970 · 1971 · 1972 · 1973 · 1974 · 1975 · 1976 · 1977 · 1978 · 1979 · 1980 · 1989 · 1990 · 1991 · 2000 · 2001 · 2002 · 2003 · 2004 · 2005 · 2006 · 2007 · 2012 · 2013 · 2014 · 2015 · 2016 · 2017 · 2018 · 2019 · 2021 · 2022 · 2023 · 2024 · 2025 · 2026

Indianapolis 500: 1950 · 1951 · 1952 · 1953 · 1954 · 1955 · 1956 · 1957 · 1958 · 1959 · 1960

Grand Prix Formule 1 van de Verenigde Staten West: 1976 · 1977 · 1978 · 1979 · 1980 · 1981 · 1982 · 1983

Grand Prix Formule 1 van Las Vegas: 1981 · 1982 · 2023 · 2024 · 2025

Grand Prix Formule 1 van de Verenigde Staten Oost: 1982 · 1983 · 1984 · 1985 · 1986 · 1987 · 1988

Grand Prix Formule 1 van Dallas: 1984

Grand Prix Formule 1 van Miami: 2022 · 2023 · 2024 · 2025 · 2026 · 2027 · 2028 · 2029 · 2030 · 2031